# Opéra de Nouvelle-Zélande
L'Opéra de Nouvelle-Zélande (New Zealand Opera) dont le siège se trouve à Auckland, Wellington et Christchurch est la plus importante compagnie d'opéra néo-zélandaise. Elle donne ses représentations à Auckland, Wellington et Christchurch. 
Elle est financée par une combinaison de fonds publics, de parrainage d'entreprises, de la philanthropie privée et par la vente des billets.
En plus du répertoire classique traditionnel, la compagnie a créé un certain nombre d'opéras néo-zélandais.